# Merkur (juguete)
Merkur es un juego de construcción de metal originario de Checoslovaquia (más tarde República Checa), creado por el fabricante de juguetes Merkurtoys s.r.o., con sede en Police nad Metují, República Checa, que vende en todo el mundo sus kits de construcción metálicos, maquetas de trenes y máquinas de vapor.
También se lo denominó Constructo o Build-O en los países de habla inglesa y Tecc en los Países Bajos.
A diferencia de Meccano, que basaba sus medidas en pulgadas, Merkur usaba el sistema métrico y su trama de orificios de conexión es de 1x1 cm para las piezas de construcción, que se unen con tornillos de rosca métrica de 3.5 cm.
En 1961, el ingeniero checo Otto Wichterle utilizó un aparato construido con piezas de Merkur para la producción experimental de las primeras lentes de contacto blandas.

## Historia
La empresa fue fundada en 1920 por el inventor checo Jaroslav Vancl (1890-1980), que había patentado juguetes de metal bajo el nombre de la empresa Inventor, en los que las partes metálicas estaban conectadas con ganchos de manera similar a un andamio.  En 1925, se creó el primer kit de construcción Merkur con piezas de metal pintado que se podían conectar con tornillos y tuercas. En el mismo año, la empresa pasó a llamarse Merkur. En las décadas de 1930 y 1940, la gama de productos se amplió para incluir hasta siete modelos de construcción metálicos diferentes. A partir de 1933 se desarrolló el kit de construcción eléctrico Elektrus.
Alrededor de 1930, Merkur comenzó a construir maquetas de trenes alimentados por corriente alterna en escala 0. Existían varios modelos de locomotoras de ancho de vía 0 y un número limitado de modelos de vagones en diferentes colores.
Durante la Segunda Guerra Mundial, la producción de juguetes se detuvo en gran medida debido a la falta de materias primas y se reanudó en 1947. A principios de la década de 1950, los activos de la fábrica de Vancl fueron nacionalizados por el estado comunista checoslovaco y en 1953 se trasladó a Broumov con el nombre de Kovopodnik. A partir de 1955, durante el periodo comunista, la empresa produjo nuevas series de kits de construcción y maquetas de trenes que vendió en toda Europa. La producción de maquetas de trenes metálicos de ancho de vía 0 se interrumpió en 1968.
En 1989 después de la Revolución de Terciopelo, la empresa fue privatizada e inicialmente dirigida por los antiguos empleados bajo el nombre de Komeb, hasta que entró en quiebra en 1993, año en que fue absorbida por la empresa Cross, propiedad del ingeniero Jaromír Kříž que reanudó la producción a mediados de la década de 1990 y la gama de productos se amplió significativamente. 

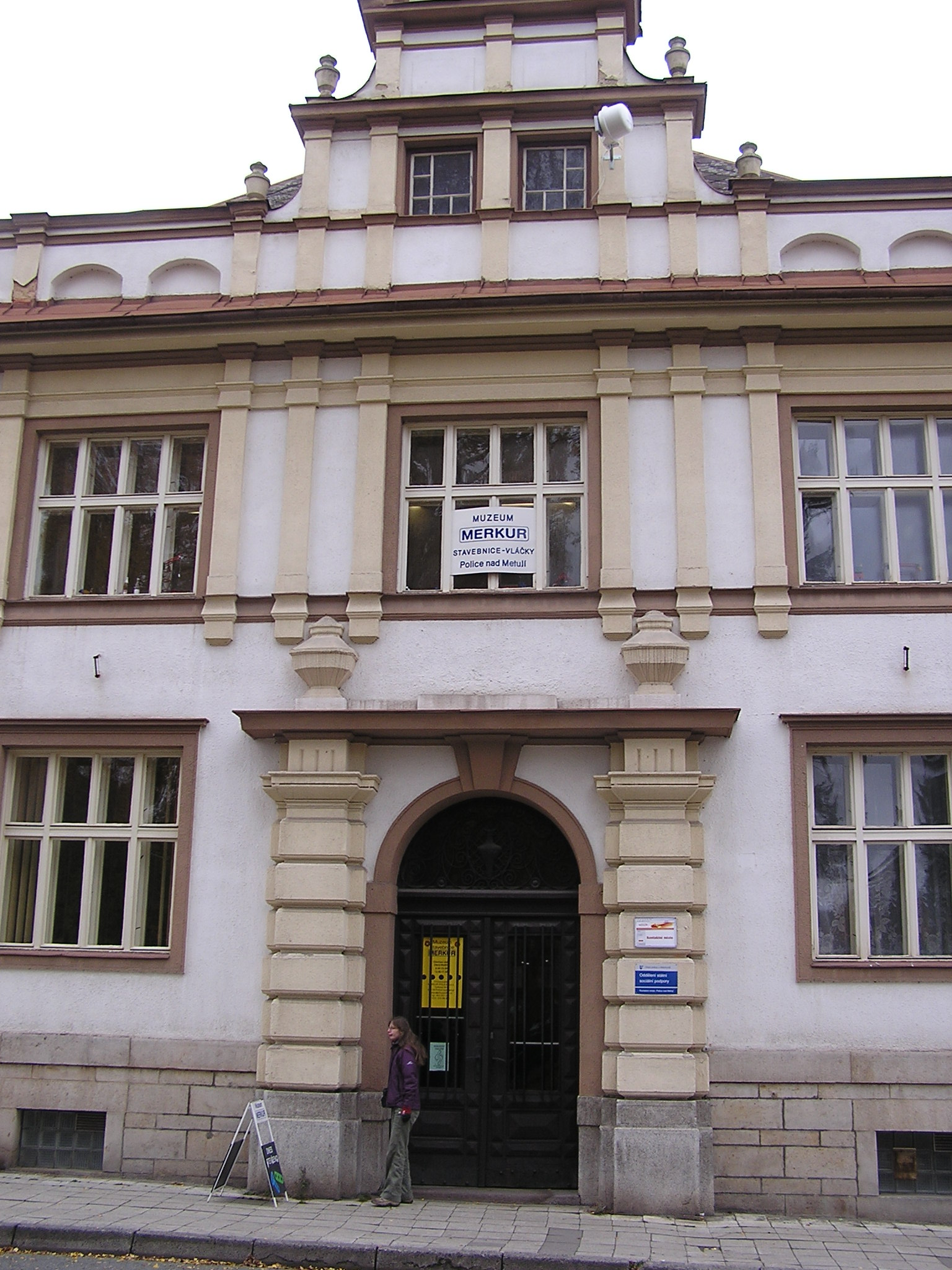
Museo Merkur en la ciudad de Police nad Metují

En la ciudad de Police nad Metují se fundó en 2006 el Muzeum stavebnice Merkur (Museo de los kits de construcción Merkur). Las diferentes exposiciones incluyen un gran modelo de la ciudad de acero de Jules Verne hecha con piezas de construcción de Merkur, maquetas de trenes y kits de construcción de metal, el kit de Inventor más antiguo de 1920 y juguetes técnicos de todo el mundo.